# Pseudomeloe miniaceomaculatus
Pseudomeloe miniaceomaculatus es una especie de coleóptero de la familia Meloidae.

## Distribución geográfica
Habita en Perú y Bolivia.